# 黄条鰤
黄条鰤（学名：Seriola lalandi）为輻鰭魚綱鱸形目鱸亞目鲹科鰤属的鱼类，俗名黄键牛，在日本被稱為平鰤或平政。在中国，分布于黄渤海等；分布於全世界，包括整個印度太平洋區。该物种的模式产地在日本。深度3-825公尺，體呈紡錘型，體背部為深藍色，腹部近白色，背鰭硬棘5-6枚、背鰭軟條33-35枚、臀鰭硬棘2-3枚、臀鰭軟條20-21枚，體長可達250公分，體重可達96.8公斤，成魚主要棲息在沿海大陸棚岩石底質或海草床，通常單獨或成小群活動，屬肉食性，以魚類、頭足類為食，可做為食用魚及遊釣魚，通常以生鮮或醃漬販售。